# 1943–1944-es mexikói labdarúgó-bajnokság (első osztály)
A mexikói labdarúgó-bajnokság első osztályának 1943–1944-es szezonja az első olyan szezon volt, amikor a bajnokság már professzionális formában, az ország több vidékére kiterjedően zajlott. A szezon 10 csapat részvételével 1943. október 17-én kezdődött, és 1944. április 16-án ért véget. A bajnoki címet a CF Asturias szerezte meg, és mivel másodosztály még nem létezett, kieső csapat nem volt.

## Előzmények
A mexikói bajnokság már 1902 óta működött, de csak kevés csapattal, amelyek főként Mexikóvárosból és néhány vidéki városból érkeztek. 1943-ra a résztvevők száma 10-re emelkedett, igaz, ezek még mindig csak négy várost képviseltek.

## Csapatok
| Csapat      | Város       | Állam              |
| ----------- | ----------- | ------------------ |
| ADO         | Orizaba     | Veracruz           |
| América     | Mexikóváros | Szövetségi kerület |
| Asturias    | Mexikóváros | Szövetségi kerület |
| Atlante     | Mexikóváros | Szövetségi kerület |
| Atlas       | Guadalajara | Jalisco            |
| España      | Mexikóváros | Szövetségi kerület |
| Guadalajara | Guadalajara | Jalisco            |
| Marte       | Mexikóváros | Szövetségi kerület |
| Moctezuma   | Orizaba     | Veracruz           |
| Veracruz    | Veracruz    | Veracruz           |

## A körmérkőzések végeredménye
A bajnokság mind a 10 csapata mind a 9 másik ellen két mérkőzést játszott, egyet otthon, egyet idegenben.
| #   | Csapat       | M  | GY | D | V  | G+ – G– | GK  | P  | Megjegyzések |
| --- | ------------ | -- | -- | - | -- | ------- | --- | -- | ------------ |
| 1.  | España (KGY) | 18 | 13 | 1 | 4  | 70–35   | +35 | 27 |              |
| 2.  | Asturias (B) | 18 | 12 | 3 | 3  | 57–32   | +25 | 27 |              |
| 3.  | Moctezuma    | 18 | 9  | 3 | 6  | 43–34   | +9  | 21 |              |
| 4.  | Atlante      | 18 | 6  | 6 | 6  | 28–31   | −3  | 18 |              |
| 5.  | Atlas        | 18 | 7  | 4 | 7  | 42–50   | −8  | 18 |              |
| 6.  | Guadalajara  | 18 | 8  | 0 | 10 | 50–51   | −1  | 16 |              |
| 7.  | Veracruz     | 18 | 7  | 2 | 9  | 48–57   | −9  | 16 |              |
| 8.  | América      | 18 | 6  | 1 | 11 | 42–58   | −16 | 13 |              |
| 9.  | ADO          | 18 | 5  | 2 | 11 | 37–54   | −17 | 12 |              |
| 10. | Marte        | 18 | 4  | 4 | 10 | 32–47   | −15 | 12 |              |

Forrás: Az RSSSF adatai 
A rangsorolás alapszabályai: 1. összpontszám, 2. egymás elleni eredmények összpontszáma, 3. gólkülönbség, 4. szerzett gólok száma.
(B): Bajnokcsapat, (K): Kieső csapat, (F): Feljutó csapat, (I): Kupainduló, (R): A rájátszás győztese, (KGY): Kupagyőztes

## A döntő
Mivel a körmérkőzések után az első helyen pontegyenlőség alakult ki, ezért 1944. április 16-án egy külön döntőt rendeztek. Ezen a mérkőzésen az CF Asturias 4–1 arányban legyőzte az Españát, így ők lettek a bajnokok. Az Asturias első gólját José Méndez lőtte a 11. percben, a másodikat és a harmadikat Roberto Aballay a 13. és az 54. percben, a negyediket Tomás Regueiro a 84-edikben, míg az ellenfél Isidro Lángara révén csak szépíteni tudott a 90. percben.

## Eredmények a körmérkőzések során
| Hazai \ Vendég1 | ADO | AMÉ | AST | ATN | ATS | ESP | GUA | MAR | MOC | VER |
| ADO             |     | 1–6 | 3–4 | 0–1 | 9–2 | 2–8 | 3–2 | 4–0 | 0–3 | 2–3 |
| América         | 1–3 |     | 2–7 | 2–5 | 3–2 | 2–4 | 7–2 | 2–0 | 1–0 | 4–6 |
| Asturias        | 4–1 | 4–2 |     | 1–2 | 2–3 | 1–1 | 3–2 | 7–2 | 2–2 | 6–2 |
| Atlante         | 2–2 | 3–3 | 1–1 |     | 2–2 | 2–1 | 1–4 | 0–0 | 0–1 | 3–1 |
| Atlas           | 3–0 | 3–0 | 2–4 | 3–3 |     | 0–1 | 3–7 | 3–0 | 3–3 | 3–1 |
| España          | 5–1 | 6–1 | 1–2 | 2–0 | 6–2 |     | 8–2 | 3–2 | 2–3 | 9–3 |
| Guadalajara     | 5–1 | 3–1 | 1–5 | 0–1 | 1–3 | 3–5 |     | 5–1 | 3–1 | 5–1 |
| Marte           | 0–2 | 2–3 | 3–0 | 5–1 | 1–1 | 1–4 | 1–2 |     | 4–2 | 4–2 |
| Moctezuma       | 3–1 | 3–1 | 1–2 | 2–1 | 5–1 | 1–2 | 3–2 | 3–3 |     | 5–1 |
| Veracruz        | 2–2 | 4–1 | 1–2 | 1–0 | 2–3 | 7–2 | 3–1 | 3–3 | 5–2 |     |

Utolsó felvett mérkőzés dátuma: 1944. április 9. 
Forrás: Az RSSSF adatai 
1A hazai csapatok a bal oldali oszlopban szerepelnek.
Színek: Zöld = hazai győzelem; Sárga = döntetlen; Piros = vendéggyőzelem.
 